# اندیس سرب و روی و نقره آساگی
سرب و روی و نقره آساگی یک اندیس فلزی است که در حوالی شهر نصرت آباد استان سیستان و بلوچستان قرار دارد و مادهٔ معدنی موجود در آن، پلی متال است.  